# Cerro Garabitas
Cerro Garabitas är en kulle i Spanien.   Den ligger i provinsen Provincia de Madrid och regionen Madrid, i den centrala delen av landet, i huvudstaden Madrid. Toppen på Cerro Garabitas är 650 meter över havet.
Terrängen runt Cerro Garabitas är platt. Runt Cerro Garabitas är det mycket tätbefolkat, med 4 343 invånare per kvadratkilometer. Närmaste större samhälle är Madrid, 4,6 km öster om Cerro Garabitas. Runt Cerro Garabitas är det i huvudsak tätbebyggt.